# جنگ استقلال برزیل
جنگ استقلال برزیل (انگلیسی: Brazilian War of Independence) بین امپراتوری تازه استقلال یافته برزیل و پادشاهی متحد پرتغال، برزیل و الگاروه، که به تازگی انقلاب لیبرال ۱۸۲۰ را پشت سر گذاشته بودند، واقع شد.[۷] این جنگ از سال ۱۸۲۲، و شروع اولین درگیری‌ها، تا مارس ۱۸۲۴، و تسلیم پادگان پرتغالی‌ها در مونته ویدئو ادامه یافت. اما خصومت‌ها همچنان ادامه داشت تا اینکه در ۲۹ اوت ۱۸۲۵، با امضای معاهده ریودوژانیرو، جنگ پایان یافت. . این جنگ هم در خشکی و هم در دریا صورت گرفت. نیروهای شرکت کننده در آن هم نظامی وهم از افراد عادی بودند. نبردهای زمینی و دریایی در قلمروهای باهیا، سیسپلاتینا، ریودوژانیرو، گرائو پارا، مارانیو و پرنامبوکو، که امروزه بخشی از ایالت‌های سئارا، پیائو و ریو گرانده دو نورته هستند، رخ داد.

## شروع جنگ
در اواخر سال ۱۸۲۱ و اوایل سال ۱۸۲۲، ساکنان برزیل خود را در تحولات سیاسی که در ریودوژانیرو و لیسبون رخ می‌داد، شریک می‌دیدند. درگیری‌ها بین سربازان پرتغالی و شبه‌نظامیان محلی در سال ۱۸۲۲ در خیابان‌های شهرهای اصلی آغاز شد.